# Anders Wilhelm Kreigman
Anders Wilhelm "William" "Krigarn" Krigsman/Kreigman (født 25. oktober 1886 i Leksand, død 5. marts 1947 i Stockholm) var en svensk atlet og træner. Ved OL 1912 blev han nummer 14 i spydkast med bedste hånd (46.71 m) og nummer 13 sammenlagt, højre plus venstre hånd. Han var aktiv i Fredrikshofs Idrottsförening i Stockholm og bedste resultat opnåede han i 1912 med 51.78 meter.
Kreigman var atletikinstruktør i Københavns Idræts Forening i perioden 1917-1919, i Norge 1919-1926, i Holland 1927-1928 og derefter i Malmø frem til 1941.